# Manuel Solórzano Sánchez
Manuel Solórzano Sánchez (San Sebastián, 13 de marzo de 1956) es un enfermero destacado por sus investigaciones y sus publicaciones en el campo de la historia de la sanidad en la provincia de Guipúzcoa (España).
Su catalogación de los centros sanitarios desde la antigüedad le hacen un referente para los estudios de la historia de la sanidad en Guipúzcoa.

## Biografía
Nació en San Sebastiân en 1956 y tras cursar los dos primeros años de la carrera de medicina en la Universidad de Oviedo decidió estudiar enfermería en la Residencia Sanitaria Nuestra Señora de Aránzazu de San Sebastián.
A lo largo de su carrera profesional trabajó principalmente en los servicios de traumatología y de oftalmología de dicho hospital.
En 1995 comenzó a desarrollar  una ingente labor investigadora en el campo de la historia de la enfermería y de la sanidad principalmente en Guipúzcoa. En este sentido ha seguido los pasos de otros destacados investigadores en la materia como el historiador Serapio Múgica o los médicos Ignacio María Barriola, José Luis Munoa y José María Urkia. 
Es miembro activo de las siguientes entidades:
- Miembro no numerario de la Real Sociedad Vascongada de los Amigos del País -RSBAP- (2001)
- Miembro de Eusko Ikaskuntza/Sociedad de Estudios Vascos (2005), 
- Miembro de la Red Iberoamericana de Historia de la Enfermería  
-  Académico de número de la Academia de Ciencias de Enfermería de Vizcaya -ACEB-BEZA- (2019).
- Director de la publicación Enfermería Avanza en Guipúzcoa. 

## Publicaciones
Como autor y/o colaborador, ostenta más de una decena de monografías, destacando:   Historia y antecedentes del Hospital de Amara (1999);  Dispensario Médico de Santa Isabel. Gratuito para los pobres de San Sebastián (2002);  Apuntes históricos de Guipúzcoa Practicantes, Matronas y Enfermeras 1904-2004 (2007);  50 Años del Hospital Donostia (colaborador, 2010);  Tratado de Enfermería Oftalmológica (2011); Hospital Civil San Antonio Abad. 50 Años de la desaparición del primer Hospital de San Sebastián (2011); Ibón Casas: La lucha cotidiana contra la retinosis pigmentaria (2012);  Centenario del Colegio de Enfermería de Santa Cruz de Tenerife 1912-2012 (2012);  Clínica Ntra. Sra. de las Mercedes. Nueva Clínica Operatoria del doctor Egaña. Ategorrieta. San Sebastián (2014);  El Hospital del Tórax de San Sebastián y las Hermanas Mercedarias de la Caridad (2015) ;  Las Maternidades de San Sebastián. Casa de maternidad Municipal y Maternidad de Ategorrieta (2018); etc.
Ha escrito más de 1000 artículos de Historia de la Enfermería, muchos de ellos en la publicación Enfermería  Avanza dedicados a Donostia-San Sebastián.
En el año 2001 realizó una exposición de fotografías en la sala Kutxa, en el Hospital Universitario Donostia y en el Colegio de Enfermería de Guipúzcoa  titulada: 60 años de Historia de los Hospitales Públicos de San Sebastián.

## Distinciones
-  Los galardones del Certamen de Enfermería del Colegio de Enfermería de Guipúzcoa (1995, 1998),
- Galardón de la Sociedad Española de Enfermería e Internet (SEEI, 2002, 2005),
- Galardón de la Sociedad Andaluza de Oftalmología (2005), 
- Galardón de la Sociedad Española de Enfermería Oftalmológica (SEEOF, 2010, 2011 y 2012),
- Premio a la Difusión y Comunicación Enfermera por el Colegio de Enfermería de Gipúzcoa (2010)
- La Insignia de Oro de la Sociedad Española de Enfermería Oftalmológica -SEEOF- (2010).
- Insignia de Oro del Colegio oficial de Enfermería de Guipúzcoa. 2019.